# Amphibolips
Amphibolips es un género de avispas de las agallas, familia Cynipidae. Hay alrededor de 52 especies descritas de Amphibolips.

## Especies
- Amphibolips acuminata
- Amphibolips acuminatus Ashmead
- Amphibolips aliciae
- Amphibolips arbensis Mehes, 1953
- Amphibolips castroviejoi
- Amphibolips cibriani Pujade-Villar, 2018
- Amphibolips confluenta
- Amphibolips cookii Gillette, 1888
- Amphibolips ellipsoidalis Weld
- Amphibolips gainesi Bassett, 1900
- Amphibolips globulus Beutenmüller
- Amphibolips globus Weld
- Amphibolips hidalgoensis
- Amphibolips melanocera Ashmead
- Amphibolips montana Beutenmüller
- Amphibolips murata Weld, 1957
- Amphibolips nassa
- Amphibolips nigra Beutenmüller
- Amphibolips nubilipennis
- Amphibolips quercusinanis
- Amphibolips quercusjuglans (Osten Sacken, 1862)
- Amphibolips quercusostensackenii
- Amphibolips quercusracemaria
- Amphibolips quercusspongifica
- Amphibolips racemaria Ashmead
- Amphibolips salicifoliae
- Amphibolips spinosa Ashmead, 1887
- Amphibolips tinctoriae Ashmead
- Amphibolips trizonata Ashmead
- Amphibolips zacatecaensis